# Jens Köppen
Jens Köppen (født 6. januar 1966 i Kyritz) er en tysk tidligere roer.

## Karriere

### Roning
Köppen blev juniorverdensmester i 1983 for DDR i dobbeltfireren og i 1984 i singlesculler.
Som senior roede han både dobbeltsculler og dobbeltfirer og blev østtysk mester i sidstnævnte fem år i træk (1985-1989) og vandt desuden medaljer ved de nationale mesterskaber to gange i samme periode i dobbeltsculleren. Han var desuden med til at vinde VM-sølv i dobbeltfireren i 1985.
Han var med i dobbeltfireren ved OL 1988 i Seoul. Østtyskerne vandt deres indledende heat, blev nummer to i semifinalen, og i finalen sejrede Italien foran Norge, mens østtyskerne fik bronze. Bådens øvrige besætning var Steffen Zühlke, Steffen Bogs og Heiko Habermann.
Han trak sig egentlig tilbage fra eliteroning i 1989, men indvilligede efter den tyske genforening i at tage med til OL 1992 i Barcelona som reserve for scullerne. Da en af roerne i dobbeltsculleren blev syg, trådte Köppen til i semifinalen og var med til at komme i B-finalen og der blive nummer tre (samlet nummer ni).

### Videre karriere
Han er uddannet som finans- og skattekonsulent og har haft sit eget konsulentfirma i Potsdam. Han var i en periode gift med roeren Kathrin Boron.

## OL-medaljer
- 1988:  Bronze i dobbeltfirer